# Вотапек, Ральф
Ральф Вотапек (англ. Ralph Votapek; род. 1939, Милуоки) — американский пианист.
Начал учиться музыке в консерватории штата Висконсин, затем учился в Северо-Западном Университете и наконец в Джульярдской школе, где его основным наставником была Розина Левина, однако Вотапек брал уроки также у Нади Рейзенберг и Рудольфа Серкина. В 1959 г. Вотапек выиграл Наумбурговский конкурс молодых музыкантов, а в 1962 г. стал первым победителем Конкурса пианистов имени Вана Клиберна, после чего с ним подписал контракт знаменитый импресарио Сол Юрок.
С этого времени Вотапек интенсивно гастролировал по всему миру, но особенно по Южной Америке, где он выступал с концертными турами не менее 20 раз. Это отчасти связано с особым интересом Вотапека к испанской музыке — в частности, к произведениям Энрике Гранадоса, Мануэля де Фальи и др.